# Jean-Baptiste Lully
Jean-Baptiste de Lully, születési nevén Giovanni Battista Lulli (Firenze, 1632. november 28. – Párizs, 1687. március 22.) olasz származású francia zeneszerző, táncos és színész, XIV. Lajos udvari zeneszerzőjeként a korai barokk zene egyik legnagyobb hatású művésze.

## Élete
Giovanni Battista Lulli néven született egy firenzei molnár családjában. Tizennégy évesen került Párizsba, ahol Roger de Loraine alkalmazta. Volt kukta, zeneapród és olasztanár, ez utóbbi minőségében a herceg unokahúgát, Montpensier hercegnőt tanította. Közben Gigault, Roberday és Métru neves orgonistáknál hangszerjátékot és zeneszerzést tanult, az orgonán kívül több hangszeren is kiválóan játszott. Részt vett bálokon, udvari mulatságokon, ahol ismereteket szerzett a korabeli divatos táncokról és zenei stílusokról. Hat év szolgálat után – nem egészen önszántából – távozott a hercegnő házából, és az udvari zenekarnál (24 violins de roi vagy grande bande) helyezkedett el. Rövid idő alatt kitűnt tehetségével, és XIV. Lajos francia király a zenekar vezetőjévé nevezte ki. Itt megalakította a grande bande (Nagy banda) melletti kisebb együttesét, a híressé vált 16 petit violins (16 kis hegedű) zenekart. 1653-ban – kifinomult tánctudásának köszönhetően – együtt táncolhatott a királlyal egy balettben, aki udvari zeneszerzőjévé nevezte ki. Ettől kezdve Lully a király kegyence, Párizs zeneéletének korlátlan ura, az udvari ünnepségek komponistája, Molière darabjai zenebetéteinek szerzője, táncos, színész. 1661-ben francia állampolgár lett, és „Jean-Baptiste de Lully nemesember, Laurent de Lully firenzei úriember fiá”-nak nevezte magát. Még ebben az évben feleségül vette Madelaine Lambert-t, a király kamarazene-mesterének lányát, a házassági szerződést maga a király írta alá. Ennek ellenére Lully nyíltan biszexuális életet élt, viszonya volt a király Fülöp nevű öccsével is.
Miután Lully és Molière útjai elváltak egymástól, Lully a kialakuló francia opera iránt kezdett érdeklődni. 1672-ben megnyitotta saját színházát, amelyet vitatott körülmények között szerzett meg vetélytársaitól, Perrintől és Cambert-től. A nyitóelőadáson a Les fêtes de l’Amour et de Bacchus című pasticciót láthatta a közönség. Ezt követően évenként mutatott be új operát, amit ő tragédie en musique-nek (zenés tragédia), máshol tragédie lyrique-nek, azaz lírikus tragédiának nevezett. A szövegkönyveket Philippe Quinault írta, nem ritkán a király témájára. Az 1685-ös Roland című operáját a Párizsban tartózkodó Rákóczi Ferenc, a későbbi fejedelem is megtekintette. Az operákon kívül számos balettet és más, gyakran alkalmi kompozíciókat is komponált és bemutatott.
Királyi rendelet alapján Lullyé volt a párizsi zeneelőadások (és nyomdák) monopóliuma, tulajdonképpen a világ egyik legtekintélyesebb muzsikusa lett. Zenészeit, szövegíróit, környezetét gátlástalanul kihasználta céljai elérése érdekében. Molière halála után megkapta annak színházát, a Palais Royalt is. 
Sikerei és hatalma csúcspontján ragadta el a halál: Te Deuma előadása közben – amit XIV. Lajos felépülése alkalmából adott elő – oly hevesen vezényelt, hogy karmesterbotjával megsebezte lábfejét, a seb pedig elfertőződött. Mivel imádott táncolni, nem engedte amputálni lábát, így rövidesen, élete 55. évében belehalt a vérmérgezésbe. Három fia (Louis, Jean Baptiste és Jean Louis) is zeneszerző lett, azonban komolyabb sikerek nélkül.

## Zenéje
Lully korszakos jelentőségű komponista volt, aki műfajokat teremtett. Őt tekintik a francia operastílus, az udvari balett és a zenés vígjáték megalkotójának. Operastílusának jellemzője a klasszikus francia drámai deklamáció, a szavaló pátosz, ami jellegzetes ritmust, emelkedést-süllyedést ad a szövegnek és a dallamnak. Zenetörténészek szerint ez a stílus a recitáló olasz operanyelvre vezethető vissza. Operáit az általa kifejlesztett, ún. francia nyitánnyal kezdi, a cselekményt arietták, tercettek, chansonok, balettek szakítják meg. Utóbbiak nem csupán táncbetétként szerepelnek Lully operáiban, hanem aktív részesei az operai történésnek. De a tánc mellett fontos szerepet szán a kórusnak is, amely mintegy drámai hátteret szolgáltat a cselekménynek.

## Főbb művei
- Miserere, 1663
- 3 Gavottes, 1665
- Passacaille, 1665
- 3 Courantes, 1665
- 3 Bourrées, 1665
- Allemande, 1665
- Cadmus et Hermione, 1673
- Alkésztisz (Alceste ou le triomphe d’Alcide), 1674
- Thésée, 1675
- Psyché, 1678
- Prosperpine, 1680
- Le triomphe de l’amour, 1681
- Phaëton, 1683
- Le temple de la paix, 1685
- Roland, 1685
- Acis et Galatée, 1686
- Armide (et Renaud), 1686
- Te Deum, 1687

## Meghallgatható felvételek
Choeur des divinités de la terre et des eaux, részlet a Psyché-ből (1687) - Midi file
- Nem tudod lejátszani a fájlt? Olvasd el a Wikipédia:Médiafájlok lapot.